# Муйива, Олабиран
Ола́биран Блесси́нг Муйива (англ. Olabiran Blessing Muyiwa; род. 7 сентября 1998, Абиджан), более известный как Бени́то (англ. Benito) — нигерийский футболист, полузащитник клуба «Акритас Хлоракас».

## Карьера
Первым профессиональным клубом для Бенито стал молдавский клуб «Саксан», к которому он присоединился в начале 2017 года. 1 марта в матче против «Зимбру» дебютировал в чемпионате Молдавии, в этом же матче забил свой дебютный гол на профессиональном уровне. В августе 2017 года свободным агентом перешёл в узбекистанский клуб «Локомотив» (Ташкент), в составе которого отыграл 5 матчей и забил 1 гол. В составе «Локомотива» стал чемпионом Узбекистана и обладателем национального кубка (в кубковых матчах не играл). В марте 2018 года стал игроком белорусского клуба «Луч» (Минск). 5 апреля в матче против «Динамо-Брест» дебютировал в чемпионате Белоруссии. Всего за «Луч» сыграл 5 матчей, после чего в августе того же года свободным агентом перешёл в российский клуб «Тамбов». 18 августа в матче против «Мордовии» дебютировал за новый клуб, а 15 сентября в матче против владивостокского «Луча» забил первый гол за «Тамбов». В матче против «СКА-Хабаровск» (3:2) забил победный гол. 1 января 2020 года было объявлено, что «Тамбов» расторг контракт с Бенито по обоюдному согласию сторон.
3 января 2020 года перешёл в киевское «Динамо».

## Достижения
«Локомотив» (Ташкент)
- Чемпион Узбекистана: 2017
- Обладатель Кубка Узбекистана: 2017

«Динамо» (Киев)
- Серебряный призёр чемпионата Украины (2): 2019/20, 2023/24
- Обладатель Кубка Украины: 2020